# شوتيا براشيبيتالا

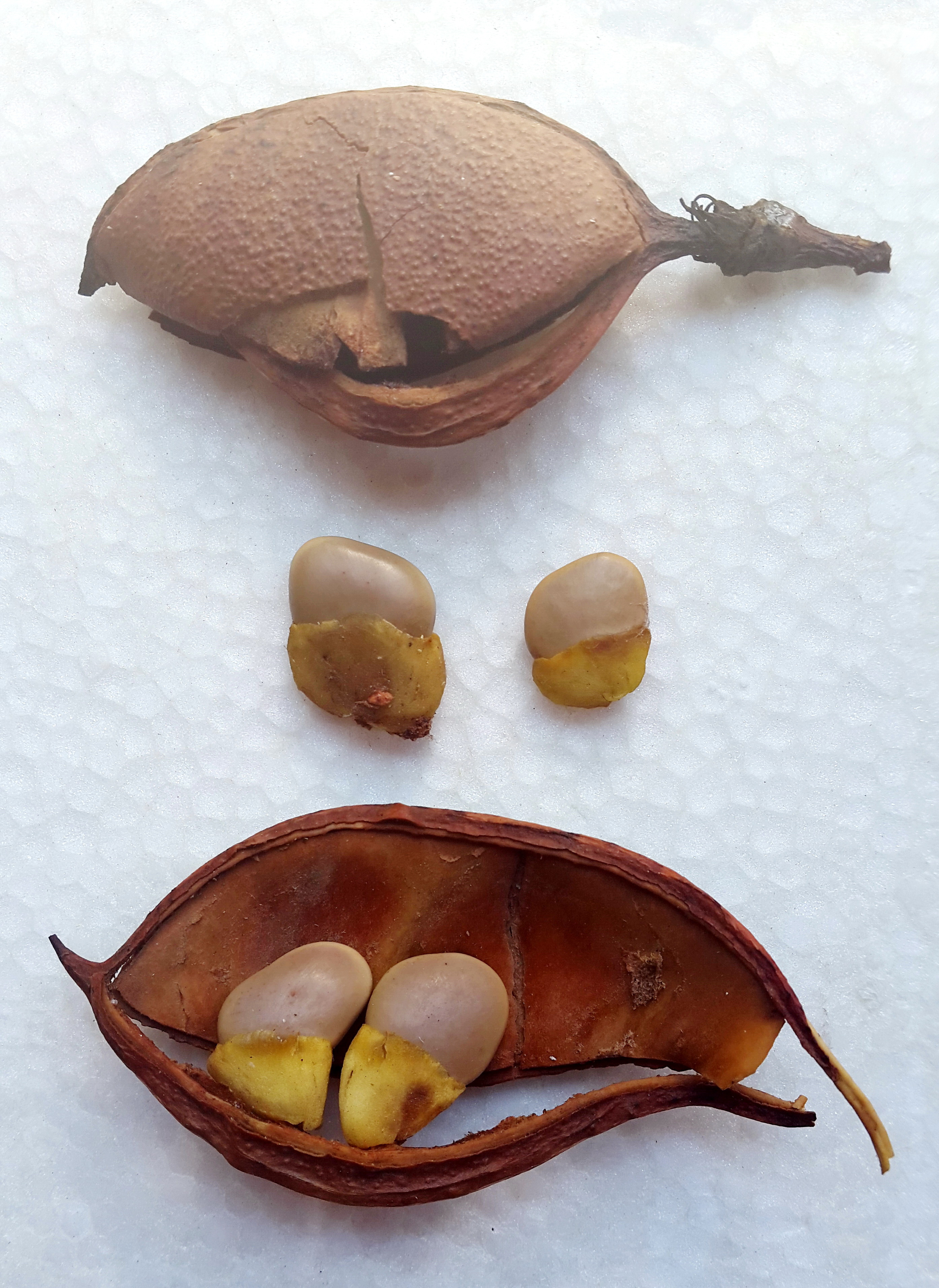
القرون والبذور

شوتيا براشيبيتالا والمعروفة باسم الفاصوليا الباكية، هي شجرة مزهرة تنتمي إلى العائله البقولية والفصيلة الفرعية Detarioideae. موطنها الأصلي جنوب نهر زامبيزي في إفريقيا، حيث تنمو على ارتفاعات متوسطة. تتميز بقدرتها على توفير الظل، مما يجعلها خيارًا مثاليًا كشجرة زينة في المناطق الدافئة، ولذلك تُزرع على نطاق واسع في الحدائق والمتنزهات. سُمِّيت بـ"الفاصوليا الباكية" بسبب الرحيق الغزير الذي يسيل من أزهارها، مما يجذب العديد من الطيور والحشرات. تُعرف الشجرة أيضًا بأسماء أخرى مثل شجرة الفوشيا، الجوز الأفريقي الأخضر، والجوز الأفريقي.

## عادة
شجرة الفاصوليا الباكية هي شجرة متوسطة إلى كبيرة الحجم ذات انتشار واسع، حيث يمكن أن يصل ارتفاعها إلى 20 مترًا، لكن غالبًا ما يتراوح بين 5 إلى 10 أمتار حسب ظروف النمو. تمتد مظلتها إلى 5-15 مترًا، ولكن في التربة الفقيرة أو المناطق الجافة، تنمو الأشجار بحجم أصغر، حيث يصل ارتفاعها إلى حوالي 5 أمتار مع مظلة بعرض مماثل، وتكون أقل تفريعًا.
يختلف شكل الجذع من شجرة لأخرى، حيث يمكن أن يكون مفردًا أو متعدد الفروع عند القاعدة. أوراقها مركبة، تحتوي على 4 إلى 8 أزواج من الوريقات، ذات حواف متموجة ومتصلة مباشرة بالساق. أما اللحاء، فيكون ناعمًا ويتراوح لونه بين الرمادي والبني الفاتح حسب الشجرة.
تُزهر الشجرة في الربيع، مع اختلافات طفيفة في توقيت الإزهار من شجرة لأخرى. أزهارها حمراء اللون وغنية بالرحيق، مما يجعلها جذابة للحشرات والطيور. أما الثمار، فهي قرون صلبة خشبية بطول 15 سم، تنفتح على الشجرة لإطلاق بذور صفراء مغلفة، ما يسهم في تكاثرها الطبيعي.

## التوزيع الجغرافى
شجرة الفاصوليا الباكية موطنها الأصلي الأجزاء الجنوبية من أفريقيا، وخصوصًا المناطق شبه الاستوائية. يمتد نطاق انتشارها شمالًا حتى منحدر ماشونالاند جنوب وادي زامبيزي في زيمبابوي، عند 17 درجة جنوبًا، بينما يصل أقصى مدى لها جنوبًا إلى جنوب غرب شرق لندن في كيب الشرقية بجنوب أفريقيا، عند حوالي 33 درجة جنوبًا.
تنمو هذه الشجرة عادةً في المناطق الداخلية وعلى التلال، بعيدًا عن الرياح الساحلية، لكنها لا توجد بشكل شائع بالقرب من الساحل. كما أنها تنتمي إلى بيئات الغابات، وليست من الأشجار الحرجية.

## بيئتها
نبات الفاصولياء الباكية ليس شائعًا في أي منطقة محددة، ولكنه يوجد غالبًا بين أشجار الغابات الأكثر سيطرة. ينمو بشكل أفضل في المناطق التي تتمتع بأمطار صيفية غزيرة، ويفضل فترة باردة ملحوظة خلال الشتاء.
في زيمبابوي، ينتشر النبات على نطاق واسع على ارتفاعات تزيد عن 1200 متر، كما يوجد في المناطق التي يزيد ارتفاعها عن 700 متر، حيث يبلغ متوسط هطول الأمطار السنوي حوالي 1.5 ملم. غالبًا ما ينمو في غابات براتشيستيجيا، بينما تُسجَّل أفضل عيناته في المناطق الوسطى من كوازولو ناتال، على ارتفاع يتراوح بين 900 و1200 متر.
في المناطق الداخلية، تكون شجرة الفاصولياء الباكية متساقطة الأوراق، خاصة في المناطق التي يكون فيها الشتاء جافًا جدًا أو يوجد خطر الصقيع. تبدأ باستعادة أوراقها خلال فصل الربيع، عادةً في أوائل إلى منتصف سبتمبر، حيث تظهر الأوراق الجديدة بلون أحمر لامع، ثم تتحول تدريجيًا إلى اللون الأخضر الداكن خلال فترة تتراوح بين 7 إلى 10 أيام. بعد ذلك، تبدأ الشجرة في إنتاج أزهارها الحمراء الزاهية خلال شهري سبتمبر وأكتوبر، والتي تكون غنية بالرحيق، مما يجعلها جاذبة للنحل. في بعض الأحيان، يكون الرحيق وفيرًا لدرجة أنه يتساقط من الأزهار عند اهتزازها، وهذا ما يفسر تسميتها بـ"الباكية"، حيث يشير ذلك إلى تساقط الرحيق وليس إلى شكل أوراقها.

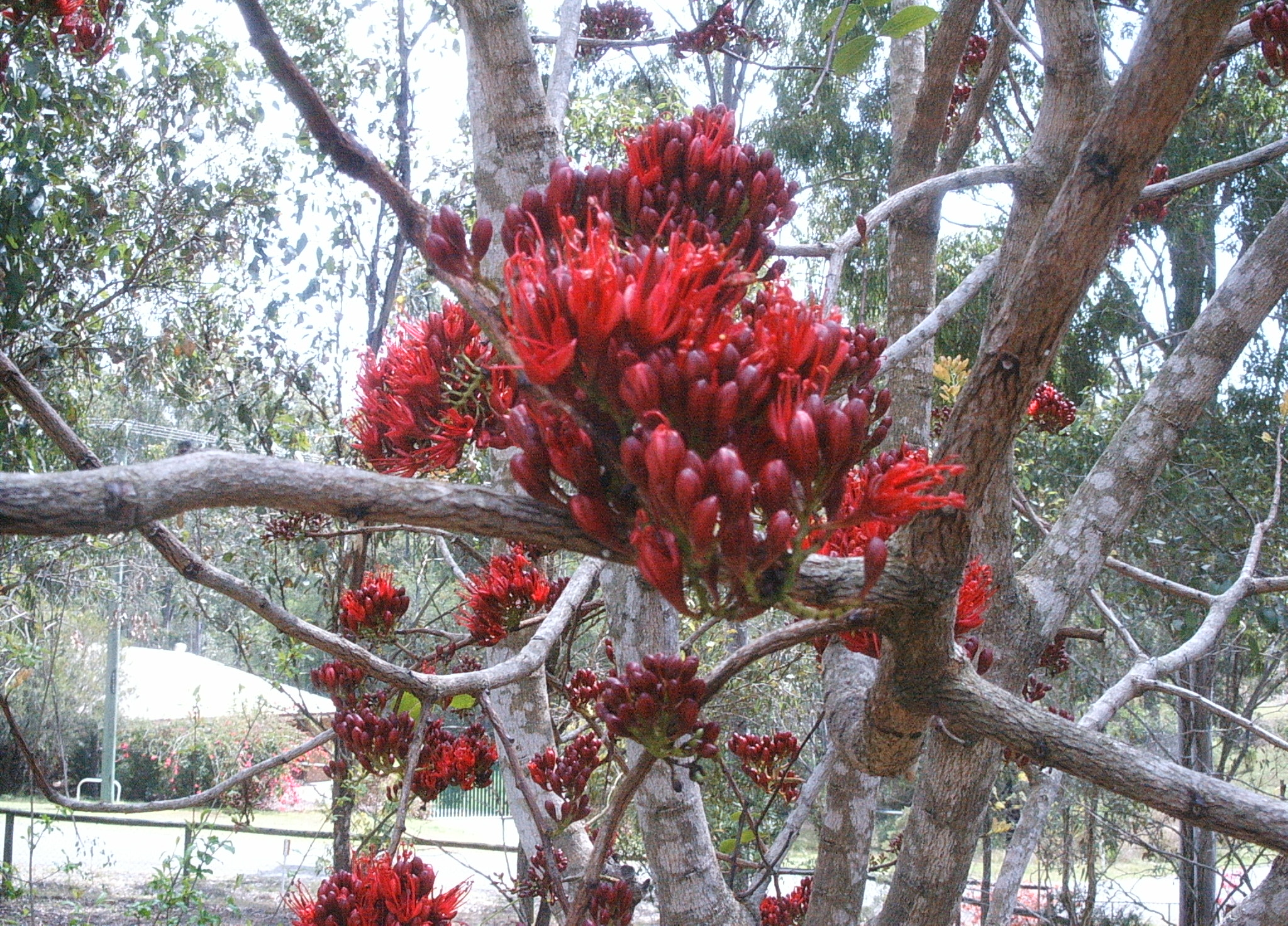
زهور الفاصوليا الباكية

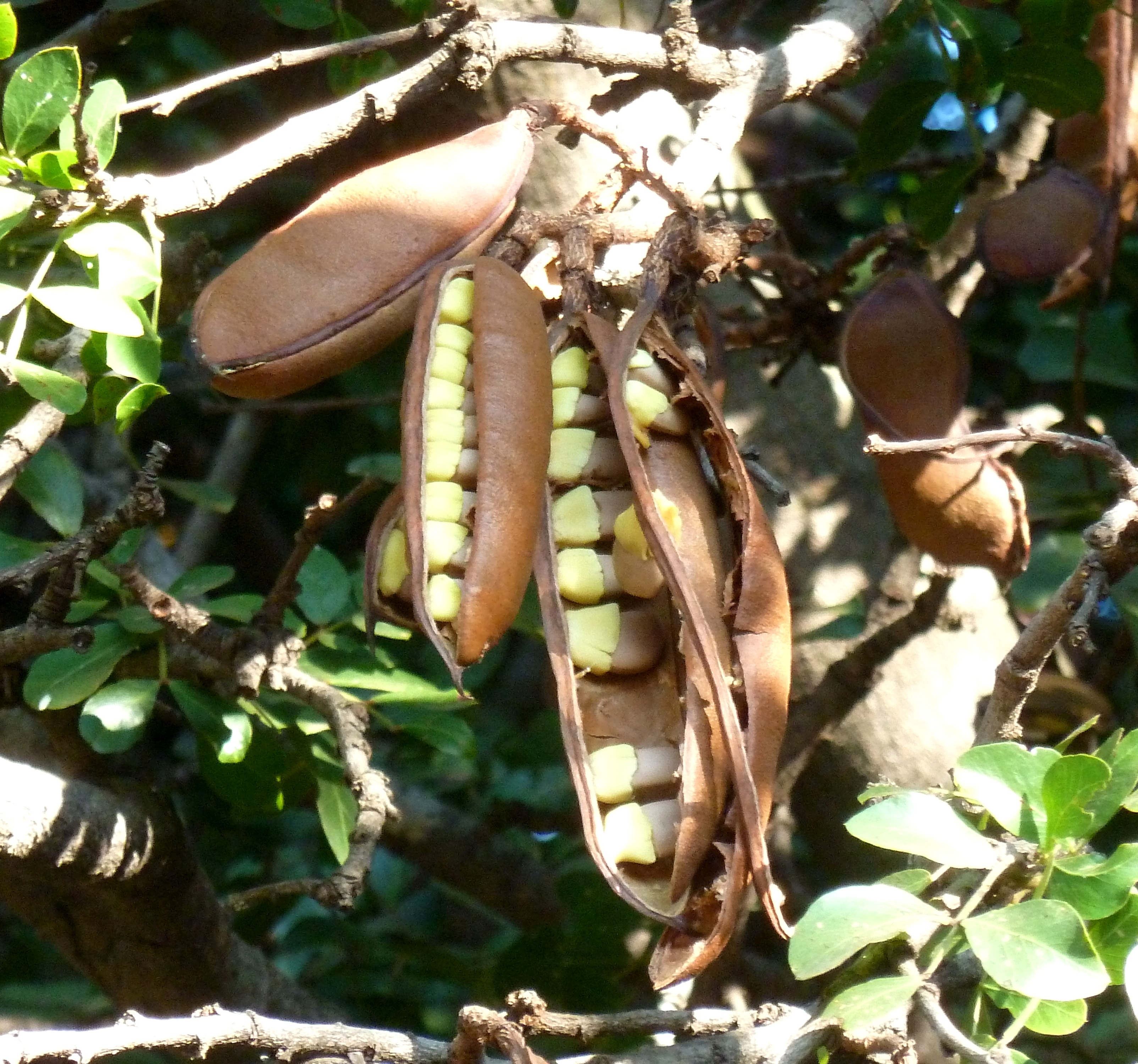
قرون مفتوحة تظهر بذورًا ذات أغلفة صفراء

## زراعة
تُعد شجرة الفاصولياء الباكية سهلة الزراعة وشديدة التحمل في التربة الفقيرة والظروف الجافة، إلا أن هذه الظروف قد تبطئ معدل نموها بشكل كبير. في المقابل، تنمو بسرعة في التربة الجيدة التصريف والرطبة، حيث يمكن أن تصل إلى ارتفاع 5 أمتار خلال بضع سنوات. تُزرع هذه الشجرة على نطاق واسع خارج موطنها الأصلي في المناطق ذات المناخ المعتدل وشبه الاستوائي الدافئ، وتشتهر بشكل خاص في أستراليا كشجرة شوارع، حيث لا تزال تُعرف أحيانًا باسم "شجرة هوتنتوت"، كما تم إدخالها إلى إسبانيا.

## الأستخدامات
يُستخدم مغلي لحاء Schotia brachypetala في الطب التقليدي لعلاج الحموضة المعوية والتخفيف من آثار الإفراط في الشرب. كما تُستعمل مستخلصات اللحاء والجذور لتعزيز قوة الجسم، وتنقية الدم، وعلاج اضطرابات القلب العصبية والإسهال، بالإضافة إلى استخدامها في حمامات البخار للوجه.
الاستخدامات الغذائية:
تُعد بذور الشجرة صالحة للأكل بعد تحميصها، رغم أنها تحتوي على نسبة منخفضة من الدهون والبروتين، إلا أنها غنية بالكربوهيدرات. وقد كان كلٌّ من المجتمعات الناطقة بلغة البانتو والمستوطنين الأوروبيين الأوائل يحمّصون الثمار الناضجة لاستخراج البذور وأكلها، وهي عادة تعلّموها من شعب الخويخوي.
يُستخدم لحاء الشجرة في إنتاج الصبغات الطبيعية، حيث يمنح ألوانًا تتراوح بين الأحمر والبني المحمر. أما الأخشاب، فتتميز بجودتها العالية، مما يجعلها مناسبة لصناعة الأثاث. فالخشب الخارجي يكون بلون رمادي وردي لكنه يتطلب معالجة ليصبح أكثر متانة، بينما يتميز الخشب الداخلي بلونه الداكن المشابه للجوز الأسود، وهو كثيف، صلب، ومقاوم للنمل الأبيض.
نظرًا لكثافته ونسيجه الدقيق، يُستخدم الخشب الداخلي للشجرة على نطاق واسع في صناعة الأثاث وقطع الأرضيات. كما كان مطلوبًا بشكل خاص في صناعة هياكل العربات، حيث كان يُستخدم بشكل أساسي في تصنيع العوارض الحاملة لها.